# St. Johannes der Täufer (Lette)

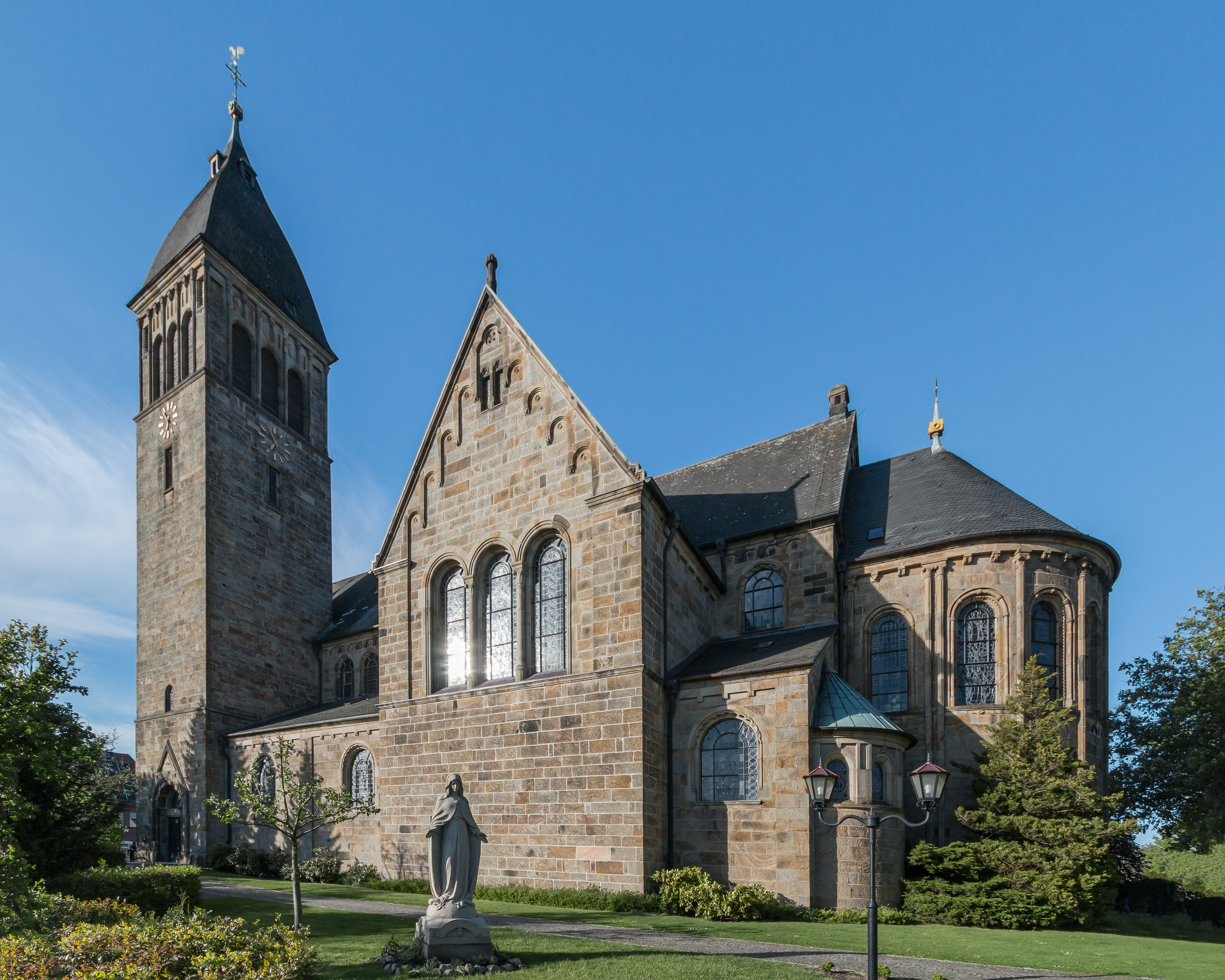
St. Johannes der Täufer (Lette)

Die römisch-katholische, denkmalgeschützte Pfarrkirche St. Johannes der Täufer steht in Lette, einem Gemeindeteil der Kreisstadt Coesfeld im Münsterland, eine Region von Nordrhein-Westfalen. Die Kirche gehört zur Pfarreiengemeinschaft Coesfeld im Dekanat Coesfeld des Bistums Münster.

## Beschreibung
Die Kirche ist eine Basilika aus Quadermauerwerk. Erbaut wurde sie in den Jahren 1912 bis 1914 nach einem Entwurf von Ludwig Becker unter Beteiligung von Wilhelm Sunder-Plassmann in frei interpretierten Formen der Neuromanik. In der Fassade tritt besonders ein Treppenturm an der Nordwest-Ecke hervor. Der Glockenturm steht hinter der Fassade vor dem südwestlichen Seitenschiff. In seinem obersten Geschoss ist der Glockenstuhl eingebaut. Darunter befindet sich die Turmuhr. 
Die Apsis befindet sich im Südosten des Mittelschiffs. Der Innenraum der drei Joche des Mittelschiffs und der des Querschiffs sind mit Rabitzgewölben überspannt. Die Orgel mit 33 Registern auf drei Manualen und Pedal wurde 1962 von Orgelbau Kreienbrink errichtet.